# Balaxte
Balaxte är en ort i Mexiko.   Den ligger i kommunen Ocosingo och delstaten Chiapas, i den sydöstra delen av landet, 800 km öster om huvudstaden Mexico City. Balaxte ligger 846 meter över havet och antalet invånare är 113.
Terrängen runt Balaxte är varierad. Runt Balaxte är det glesbefolkat, med 16 invånare per kvadratkilometer. Närmaste större samhälle är Ocosingo, 11,7 km väster om Balaxte. I omgivningarna runt Balaxte växer i huvudsak städsegrön lövskog.